# Stuart Harbinson
Stuart Harbinson ist ein Diplomat der Stadt Hongkong und Funktionär der Welthandelsorganisation (WTO).

## Leben
Harbinson hat einen Master der University of Cambridge. Im Laufe seiner Karriere arbeitete er im UNCTAD Sekretariat und als Berater in der Rechtsanwaltskanzlei Sidley Austin LLP. Er war seit 1978 Mitglied der Verwaltung von Hongkong und vertrat die Sonderwirtschaftszone als Ständiger Vertreter beim Allgemeinen Zoll- und Handelsabkommen und der Welthandelsorganisation von 1994 bis 2002. Dabei wirkte er als wichtigster Unterhändler Hongkongs bei der Uruguay-Runde. Gleichzeitig dazu amtierte er als stellvertretender Minister für Handel und Industrie von 1991 bis 1992, von 1992 bis 1994 als stellvertretender Minister für öffentliche Verwaltung. Er war während dieser Zeit Vorsitzender einiger WTO-Gremien. So war Harbinson Vorsitzender des Rates für handelsbezogene Aspekte des geistigen Eigentums 1995, Vorsitzender des Dispute Settlement Body von 2000 bis 2001, und Vorsitzender des Allgemeinen Rates von 2001 bis 2002.
Er wurde in den Jahren nach seiner diplomatischen Tätigkeit Stabschef von Generaldirektor Supachai Panitchpakdi und dann Berater für Generaldirektor Pascal Lamy. Er ist Fellow des European Centre for International Political Economy und des Asia Global Institute. Er war auch Vorsitzender einiger WTO-Panels. und Berater für WTO-Fragen des National Foreign Trade Council.